# لوكاس ولشيز
لوكاس ولشيز (بالإسبانية: Lucas Wilchez)‏ (31 أغسطس 1981 بلابلاتا في الأرجنتين - ) هو لاعب كرة قدم أرجنتيني في مركزي الوسط والهجوم. لعب مع أرسنال ساراندي وإستوديانتيس دي لا بلاتا وتيغري وريال سرقسطة وكولو-كولو ونادي أستيراس تريبوليس وتاليريس كوردوبا وسان مارتين دي سان خوان.

## روابط خارجية
- لوكاس ولشيز على موقع قاعدة بيانات كرة القدم.إي يو (الإنجليزية)
- لوكاس ولشيز على موقع Soccerway.com (الإنجليزية)
- لوكاس ولشيز على موقع AS.com (الإسبانية)